# Expolio (cristianismo)

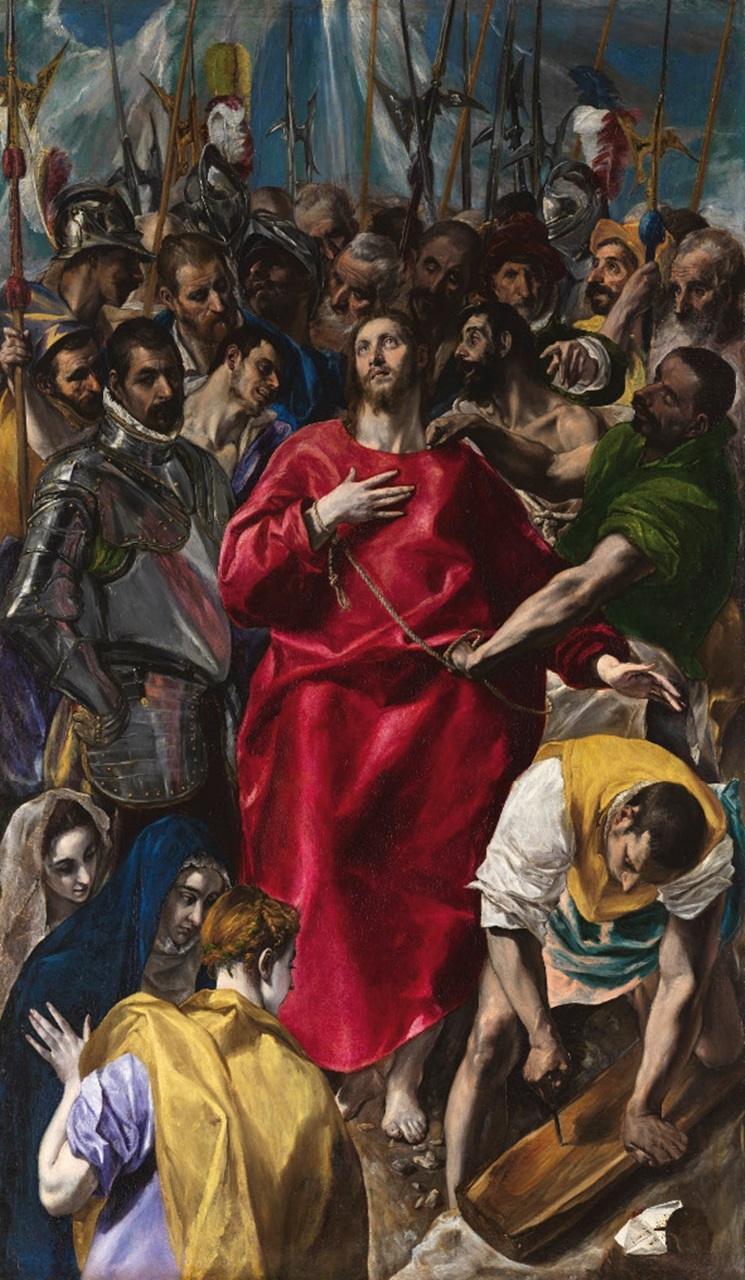
El Expolio, del Greco (1577).

Expolio es la denominación de un tema y motivo iconográfico cristiano que presenta a Jesús antes de su crucifixión, en el momento en el que es despojado de la túnica inconsútil (sin costuras)  y que la costumbre designaba como recompensa para los soldados romanos, que en vez de repartírsela, para evitar romperla, se juegan a suertes, por lo que permaneció intacta. La exégesis que hacen los propios evangelios es el cumplimiento de una profecía del Antiguo Testamento (Repartieron entre sí mis vestidos, y sobre mi ropa echaron suertes); y también se la considera un símbolo de la unidad de los cristianos. Tradicionalmente se representa de color púrpura o rojo.
Los pasajes donde se narra esta escena en la que se despoja a Cristo de sus vestiduras (significado de la palabra "expolio"), bien en el Gólgota, o bien durante el Vía Crucis, están en el Evangelio de Mateo, en el Evangelio de Marcos, en el Evangelio de Lucas y el Evangelio de Juan. El Evangelio de Nicodemo (uno de los apócrifos) también recoge este momento, precisando que no se le desnudó, sino que se sustituyeron sus vestiduras por un perizonium (el «paño de pureza» que cubre sus partes pudendas en la representación habitual del crucificado).

## Iconografía
El expolio de Cristo es uno de los temas más habituales en la producción artística del Greco, que repitió en varias ocasiones:
- El expolio (1577, Catedral de Santa María de Toledo). Lienzo de grandes dimensiones (165 x 99 cm) en la que Cristo aparece con una impresionante túnica roja que domina el centro de la composición. El artista cretense no siguió al pie de la letra ninguno de los textos del Evangelio, motivo por el que surgió una polémica con el cabildo catedralicio, que demoró el pago del encargo.

- El expolio (1580, Pinacoteca Antigua de Múnich). Versión derivada de la anterior.

El hijo del Greco, Jorge Manuel Theotocópuli, también realizó algunas pinturas sobre este tema.

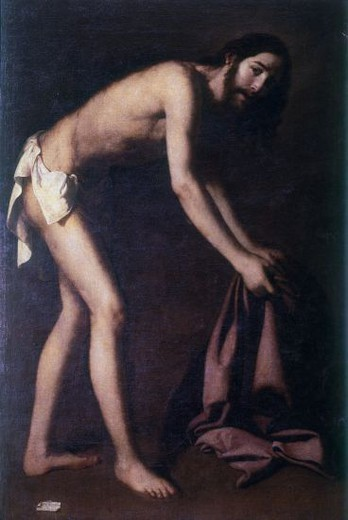
Cristo flagelado recogiendo su túnica (Zurbarán), (1661).

Otra de las pinturas que tratan un motivo paralelo se debe a Francisco de Zurbarán, quien en 1661 pintó un Cristo recogiendo sus vestiduras para la iglesia de Jadraque. El tema es una escena previa, que aparece en los evangelios de Marcos y Mateo: el momento en que Cristo recoge su túnica parda tras la flagelación.